# Говеждо Бургиньон
Говеждото „Бургиньон“ (на френски: Bouef Bourguignon) е рецепта за говеждо задушено от традиционна бургундска кухня, приготвено с червено вино от Бургундия, гарнитура от гъби, лук и бекон. Вариантите за гарнитура са многобройни, например с картофи, моркови, зелен фасул, макаронени изделия, и др.

## Произход
Говеждото „Бургиньон“ е ястие, чийто произход се намира във френския регион Бургундия, на 100 км южно от Париж. В тази област то е известно със своя аромат и с малката мазнина, която говеждото от раса „Шароле“ допринася за ястието, тъй като се храни само със сено, зърнени култури и фураж, което дава много нежно и здраво месо, идеално за този тип ястия. Обикновено това ястие се е приготвяло в продължение на два дни, придружено от „bouquet garni“ (букет от билки съставен от мащерка, дафинови листа и градински чай, обвързани с нишка) и класическото вино от Бургундия, през което време се е постигало всички миризми да бъдат поети от задушеното.
Първият готвач, който публикува рецептата, е Огюст Ескофие в началото на XX век през 1903 г. Той използва цяло парче говеждо за да направи тази рецепта, правейки я част от висшата кухня. По-късно рецептата се популяризира от Джулия Чайлд, въпреки че в този случай месото е било нарязано.
В днешно време, всяка година в края на август, по времето на фестивалът „Шароле“ (в областта „Шароле“), който се празнува в Бургундия, намира своето място говеждо „Бургиньон“, известно в цял свят като едно от най-вкусните ястия на френската кухня.

## Общо представяне на рецептата
Бургундското говеждо е съставено от парчета говеждо, приготвени в сос от бургингьон, с червено вино с ароматна гарнитура от лук, чесън, бекон и букет „garni“ (което се отстранява по време на окончателното представяне на ястието). Готвенето е бавно и при ниска топлина. Ястието се разбърква и се накисва с вино, което с малко брашно се разстила над месото и придава винения сос на ястието. Традиционно се приготвя с препечен чесън, но може да се сервира с пара, картофи, моркови, зелен фасул, паста (макарони, талиатели) или бургундска гарнитура, състояща се от гъби, бекон и малки остъклен лук до кафяво.